# Slag bij Oliva
De Slag bij Oliva was een zeeslag die op 28 november 1627 plaatsvond op zee voor de kust van Oliva bij Danzig, tegenwoordig Oliwa.
Het was de eerste en tevens laatste zeeslag van de Poolse vloot, maar het bracht de Polen een overwinning op de Zweden. De Polen stonden onder leiding van admiraal Arend Dickmann, een Nederlander.
De Polen veroverden het Zweedse galjoen Tigern en een ander, de Solen, werd door de Zweedse bemanning verlaten. Admiraal Dickmann kwam echter om het leven nadat zijn benen werden geraakt door een kanonskogel.